# Федик Ярослав
Федик Ярослав (Псевдо: «Роман Заревич», «Славко», «Славцьо» 9 жовтня 1916, с. Мечищів, Бережанський район, Тернопільська область — 9 липня 1981, м. Мюнхен, Німеччина) — Лицар Золотого хреста бойової заслуги 1 класу.

## Життєпис
Член ОУН із 1934 р. Політв'язень табору Береза Картузька (1939).
Керівник районного проводу ОУН (1939), головний зв'язковий Миколи Лебедя як урядуючого провідника ОУН (1941—1943), відтак як члена Проводу ОУН і генерального секретаря закордонних справ УГВР в Україні та на еміграції у Німеччині.
Співробітник Місії УПА при Закордонному представництві УГВР (?). Старший булавний (1.07.1949), поручник (30.06.1951) УПА.

## Нагороди
Згідно з Постановою УГВР від 20.10.1951 р. і Наказом Головного військового штабу УПА ч. 2/51 від 20.10.1951 р. працівник Місії УПА при Закордонному представництві УГВР Ярослав Федик — «Р. Заревич» відзначений Золотим хрестом бойової заслуги УПА 1 класу.

## Вшанування пам'яті
19.11.2017 р. від імені Координаційної ради з вшанування пам'яті нагороджених Лицарів ОУН і УПА у м. Бережани Тернопільської обл. Золотий хрест бойової заслуги УПА (№ 011) переданий Володимиру Гуменюку, племіннику Ярослава Федика — «Романа Заревича».